# Joan Baixas i Carraté
Joan Baixas i Carreter (Barcelona, 11 de novembre de 1863 - Barcelona, 8 de novembre de 1925) fou un pintor català, conegut per les seves aquarel·les de paisatges i per haver format a diversos pintors.

## Biografia
Fou fill del tapisser Joaquim Baixas i Cuyàs, natural de Barcelona, i de Gertrudis Carraté i Roca (1844-1908), natural de Sant Feliu de Codines.
Inicià els estudis a l'Escola de Belles Arts de Barcelona, on fou deixeble d'Antoni Caba i Casamitjana. Després de guanyar les oposicions a una beca de la Diputació de Barcelona seguí formant-se a l'Acadèmia de San Fernando de Madrid, obtenint medalles de plata i un premi de la Societat d'Amics del País. Conegué Joaquín Crespo, el militar i polític de Veneçuela que arribà a president, i es desplaçà a aquest estat, on treballà durant dos anys fins que hi esclatà la revolució. Després estudià un any París.
El 1891 s'instal·là a Barcelona, on de seguida fundà l'Acadèmia Baixas i uns anys més tard impulsà l'Agrupació d'Aquarel·listes de Catalunya. Exposà a Berlín, Dresden, Brussel·les, Buenos Aires i Mèxic. Tingué deixebles artistes com Joaquim Torres i García, Iu Pascual i Rodés, Rafael Estrany i Ros, Ignasi Mallol i Casanovas, Susina Amat i Juvé i Emili Vilà i Gorgoll així com els fills del pintor, Montserrat (Barcelona 1900), Ignasi (Barcelona 1904) i Josep Maria (Barcelona 1902), que va tenir amb Júlia Castellví i Broquetas, natural d'Esparreguera.
Fou anomenat fill adoptiu de Sant Esteve de Palautordera.
El seu germà Joaquim (1876-1914) es va casar amb Josepa de Palau i Bielsa, filla de l'enginyer, escriptor i polític Melcior de Palau i Català.

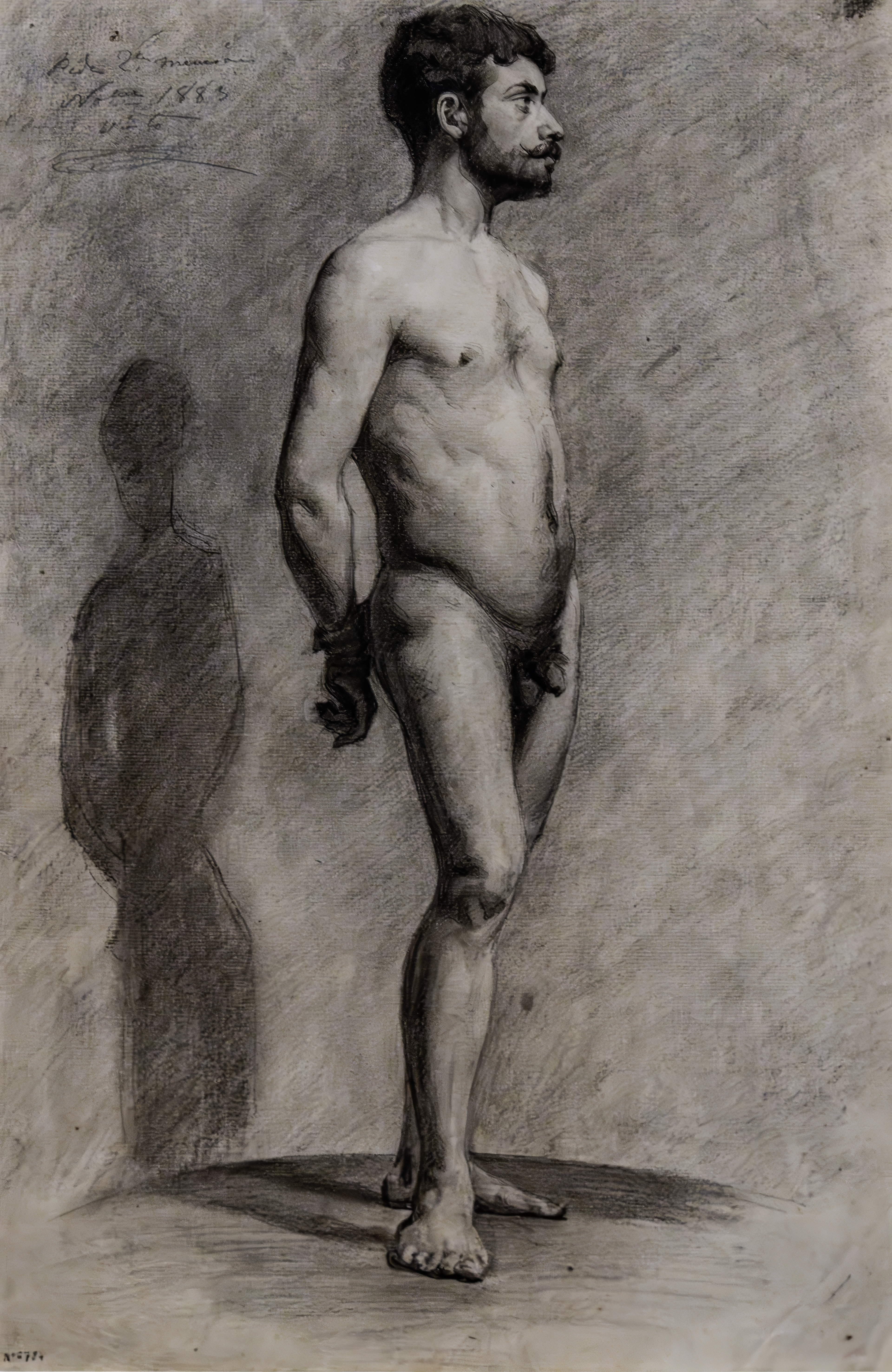
«Desnudo masculino», (1883), MNAC

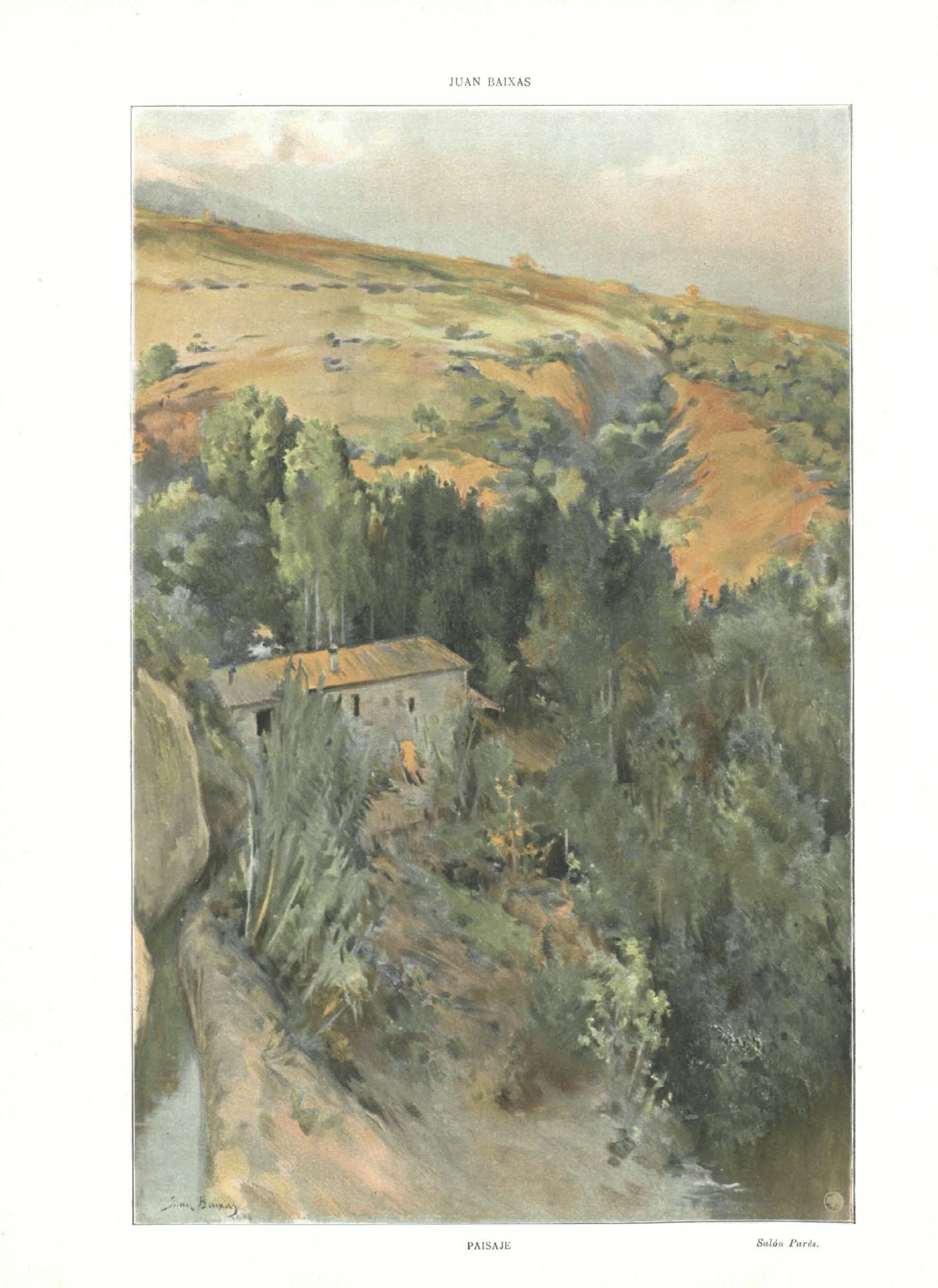
«Paisaje» (Álbum Salón, 1904)